# Mut (Partei)
Mut (Eigenschreibweise: mut) ist eine deutsche Kleinstpartei, die im Juni 2017 unter anderem von Claudia Stamm und Stephan Lessenich mitgegründet wurde.

## Geschichte
Claudia Stamm, seit 2009 für Bündnis 90/Die Grünen Bayern im bayerischen Landtag, trat im März 2017 aus der Partei aus und gründete am 1. Juni 2017 mit Stephan Lessenich und anderen die Partei Mut. Sie war bis zum 14. Oktober 2018 Abgeordnete der Partei im Landtag.
Mut setzt sich nach eigenen Angaben für „soziale Gerechtigkeit, gesellschaftliche Vielfalt, eine menschenwürdige Asylpolitik, Friedenspolitik und ökologische Nachhaltigkeit“ ein. Die Bundeszentrale für politische Bildung schreibt in ihrem Parteiprofil, die aktuell auf Bayern beschränkte Partei ziele „auf eine ökologisch orientierte, linksliberale Wählerschaft“.
Die Partei ist als Bundespartei organisiert, hat aber bisher nur einen Landesverband in Bayern. Sitz sowohl des Bundesverbandes als auch des Landesverbandes ist München. Der Gründungs-Vorstand von Mut bestand aus den beiden Vorsitzenden Claudia Stamm und Stephan Lessenich, dem zusätzlichen Mitglied Nicole Britz (ehemalige Vorsitzende der Piratenpartei Bayern) sowie dem Schatzmeister Axel Schweiger.
Die Partei trat zur Landtagswahl in Bayern 2018 erstmals zu einer Wahl an. Sie war in allen Wahlkreisen mit Listen sowie in 44 der 91 Stimmkreise mit Direktkandidaten vertreten. Die Partei erhielt 45.243 Stimmen, was einem Anteil von 0,3 % entsprach. Bei der Stadtratswahl in München 2020 erreichte Mut 0,6 % der Stimmen und verfehlte damit knapp ein Mandat.
In Landshut wurde Falk Bräcklein über die Wählerliste „Linke/mut“ in den Stadtrat gewählt.
Bei der Europawahl 2019 kooperierte Mut mit Democracy in Europe Movement 2025.
Zur Landtagswahl in Bayern 2023 kooperierte mut zusammen mit Die Urbane mit der Linkspartei und stellte Kandidaten auf deren Liste.

## Mitglieder
- Renate Ackermann, ehemalige Grünen-Landtagsabgeordnete
- Matthias Matuschik, Kabarettist und Hörfunkmoderator